# Felix Samuel Pfefferkorn
Felix Samuel Pfefferkorn (angeblich * 1945 in Berlin; verschollen seit 1980) ist ein wahrscheinlich nur fiktiver deutscher Maler. 

## Leben
Alles, was man über Felix Samuel Pfefferkorns Kunst und vermeintliches Leben weiß, stammt von der Website der Münchner Galerie von Abercron, die 1946 von Friedrich und Julius Mulisch als Kunsthaus Bodan in Konstanz gegründet, 1982 von dessen Tochter Ruth Farivar-Mulisch übernommen, später nach München verlegt und heute von Marco Zambon geleitet wird: Geboren wurde Pfefferkorn laut deren Angaben 1945 in Berlin. Seine Eltern kamen bei einem Bombenangriff ums Leben. Deren Freunde nahmen sich seiner an. Als er 14 Jahre alt war, zog er nach Paris, wo er Juliette Gréco kennenlernte.
Ab 1962 lebte er in Berlin, dann in Zürich, und nach einigen Jahren in Zürich kehrte er 1967 nach Deutschland zurück, wo er sich in einem unsteten Leben zwischen Karlsruhe, Heidelberg und Singen im Umfeld der 68er bewegte und mit Rudi Dutschke zusammentraf. Von 1972 bis 1979 zog er an den Bodensee nach Konstanz, dort entstanden die großen Bilderzyklen: Bodensee-Landschaften (1975), Paris-Berlin (1976), Wilde Tiere (1976), Dschungel und Großstadtleben (1977), Potatoland (1977), Zirkusakrobaten und Tänzer (1978), Liebespaare und New York (1979). In den 1970er Jahren gründete er in Konstanz eine Künstlergruppe namens Roter Knopf, von der aber sonst nichts bekannt ist.
Nach dem plötzlichen Tod seines Galeristen von Thomaschewsky 1979 verkaufte er seinen vollständigen Atelierbestand und bereitete sich auf eine längere Reise vor. Anfang 1980 zog es ihn nach Los Angeles, um dort ein neues Leben zu beginnen. Seitdem ist er spurlos verschollen.
Die Legende Berlin 1945 ist gut geeignet, um durch das damalige Chaos dort das Fehlen einer Geburtsurkunde zwanglos erklären zu können. Ähnliches gilt für den späteren Aufenthaltsort Los Angeles, da es in den USA keine Meldepflicht gibt.

## Werk
Im Internet und auf Auktionen wurden schon über 500 Bilder verkauft, die angeblich von Felix Samuel Pfefferkorn stammen und oft mit dem Kürzel FPK signiert sind. Meist erzielten sie vierstellige Euro-Beträge. Immer wieder kommen weitere hinzu. Die Kriminalpolizei ermittelte von 2000 bis 2005, wobei drei Landeskriminalämter eingeschaltet waren. Später kam es zu weiteren Untersuchungen. Dabei wurden keine Hinweise auf eine wirkliche Existenz des Malers gefunden.

## Rezeption
2015 wurde ein Werk Zwei Frauenakte am Strand, das als Werk von Pfefferkorn angeboten wurde, in einem Auktionshaus als Fälschung sichergestellt.